# 三氟甲磺酸三甲基硅酯
三氟甲磺酸三甲基硅酯(Trimethylsilyl trifluoromethanesulfonate)由三氟甲磺酸酯和三甲基硅基组成，常温常压下是无色液体。它的反应性类似于三甲基氯硅烷，因此也经常在有机合成领域使用。

## 应用
三氟甲磺酸三甲基硅酯可被应用于将醛和酮转化为硅烯醇醚。 同时，由于其与三甲基氯硅烷有类似的反应性，因此也可以用于保护醇。

## 相关反应物
三氟甲磺酸三乙基硅酯(Trimethylsilyl trifluoromethanesulfonate)与三氟甲磺酸三甲基硅酯有类似的反应性，但从它得到的硅烯醇醚相较于从三氟甲磺酸三甲基硅酯得到的硅烯醇醚稍稳定。因此在保护醇基时或其它类似反应中，如要要提高反应物的稳定性或减少副反应，三氟甲磺酸三乙基硅酯是更好的选择，但相应的，去除三乙基硅基也会困难一些。